# Островки (озеро)
Островки́ (бел. Астраўкі́) — озеро в Лепельском районе Витебской области Белоруссии. Относится к бассейну реки Дива.

## Описание
Озеро Островки располагается в 30 км к северо-востоку от города Лепель, рядом с деревней Суша. Высота над уровнем моря составляет 129,6 м.
Площадь зеркала составляет 0,54 км². Длина — 1,74 км, наибольшая ширина — 0,92 км, длина береговой линии — 5,61 км. Наибольшая глубина — 12,7 м, средняя — 5 м. Объём воды в озере — 2,69 млн м³. Площадь водосбора — 102 км².
Котловина сложного типа, лопастной формы. Состоит из двух плёсов: вытянутого с юго-запада на северо-восток северного и округлого южного. Северные и южные склоны высотой 4—6 м, высота западных склонов местами достигает 15 м. Береговая линия извилистая. Берега невысокие, песчаные, поросшие кустарником. Северо-западный и северо-восточный участки берега сливаются со склонами.
Дно южного плёса имеет воронкообразную форму. Мелководье узкое, сублитораль обрывистая, глубже 5 м дно ровное. Подводная часть северного плёса изобилует впадинами, отмелями и островками. Среди островков выделяются два достаточно крупных, площадью 0,1 га.
Глубины до 2 м занимают 17 % площади озера, глубины до 5 м — 44 %. До глубины 1,5—2 м, а вдоль западного и восточного берегов — до 3—4 м дно выстлано песком. Глубже распространены опесчаненные отложения и глинистый ил.
Минерализация воды достигает 330 мг/л, прозрачность составляет 1,2 м. Озеро эвтрофное, проточное. С юга впадает ручей из озера Роговское. С севера примыкает протока, связанная с озером Теменица, с северо-востока — с озером Любицино.
Зарастание озера умеренно. Вдоль берегов сформирована полоса растительности шириной до 25 м. Подводные макрофиты распространяются до глубины 3,5 м.
В озере водятся лещ, щука, окунь, плотва, краснопёрка, уклейка, густера, линь, карась, язь, налим.